# Gérard Blitz
Gerard Blitz (Ámsterdam 1 de agosto de 1901 – Ganshoren, 8 de marzo de 1979) fue un jugador belga de waterpolo y nadador olímpico. 

## Títulos
Como jugador de waterpolo de la selección de Bélgica:
- Bronce en los juegos olímpicos de Berlín 1936
- Plata en los juegos olímpicos de París 1924
- Plata en los juegos olímpicos de Amberes 1920

Como nadador:
- Bronce en los juegos olímpicos de Amberes 1920 en la modalidad de 100 m espalda con un registro de 1:19,0